# Поломанный, Максим Васильевич
Максим Васильевич Поломанный (1902 год, село Янкунь, Ставропольская губерния, Российская империя  — место и дата смерти не известны, СССР) — колхозник, Герой Социалистического Труда (1948).

## Биография
Родился в 1902 году в селе Янкунь, Ставропольская губерния. Вместе с семьёй переехал в Семиречье. С 1929 года работал в колхозе «Путь коммунизма» Кугалинского района Талды-Курганской области Казахской ССР. После окончания курсов трактористов работал с 1930 года по 1940 год работал трактористом в Кугалинской МТС. Потом работал механиком. Участвовал в Великой Отечественной войне. После демобилизации возвратился в колхоз «Путь коммунизма». С 1946 года по 1958 год работал бригадиром тракторной бригады. 
В 1947 году благодаря трудовой деятельности тракторной бригады, которую возглавлял Максим Поломанный, колхоз «Путь коммунизма» собрал по 22,3 центнера пшеницы с площади 150 гектаров. За выдающиеся трудовые заслуги Максим Васильевич Поломанный был удостоен в 1948 году звания Героя Социалистического Труда.

## Награды
- Герой Социалистического Труда — Указом Президиума Верховного Совета от 3 мая 1948 года.
- Орден Ленина (1948);
- Орден Красной Звезды;
- Медаль «За отвагу»;
- Медаль «За взятие Берлина»;
- Медаль «За освобождение Праги».

## Источник
- Герои Социалистического труда по полеводству Казахской ССР. Алма-Ата. 1950. 412 стр.